# Quintette à vent de Carter
Pour les articles homonymes, voir Quintette à vent (homonymie).
Le Quintette à vent est une composition d'Elliott Carter écrite en 1948. Il s'agit d'une composition légère et pourvue d'humour, qui présente un degré important de couleur, de texture et de grandeur typique de l'écriture d'Elliott Carter et préfigure son style à venir.
La première exécution de ce quintette a été diffusée à la radio le 21 février 1949 à New York, et la première exécution en concert a suivi six jours plus tard. Carter Hamm, dans le New York Times, l'a qualifié de « pièce attrayante qui avait un profil et une utilisation révélatrice des textures des bois ».

## Histoire
À cette période de sa vie, Elliott Carter  s'appuie encore sur les enseignements de Nadia Boulanger pour écrire cette œuvre.

« En 1948, quelques interprètes qui jouaient des instruments à vent, des bois, me demandèrent d'écrire une œuvre pour leur formation, un quintette. J'acceptai. Mais, quand j'y réfléchis d'un peu plus près, je trouvais la combinaison bien étrange. Un quintette de bois, comme l'on sait, comprend quatre bois — flûte, hautbois, clarinette, basson — mais le cinquième instrument, le cor, appartient à la famille des cuivres et non à celle des bois.
En examinant quelques œuvres pour quintette, je constatai que les compositeurs avaient pris l'habitude de fermer les yeux sur le fait que chaque instrument sonnait de manière particulière. Moi, au contraire, j'étais frappé par cette réalité et je décidai donc d'écrire quelque chose qui mettrait en relief l'individualité des instruments et qui ferait de leur faiblesse — leur impossibilité de se fondre ensemble — une force.
J'essayai de concevoir dans cette pièce une musique du type de celle que Nadia (Boulanger, son professeur de composition. NDR) aurait voulu me voir composer quand j'étais son élève. J'ai toutefois cherché à individualiser chaque instrument, en donnant à chacun un parcours différent : ce procédé préfigure certaines des innovations que j'introduisis bien plus tard dans ma musique. »

— Elliott Carter, traduction par Margaret Tunstill, Notes de programme

## Structure
La pièce comprend deux mouvements :
1. Allegretto ;
2. Rondo - Allegro giocoso.

## Analyse
« Le Quintette à vent d'Elliott Carter constitue, avec le ballet The Minotaur (1947), un des meilleurs documents sur la formation parisienne du compositeur américain avec Nadia Boulanger, à qui d'ailleurs l'œuvre est dédiée. Le quintette est en deux mouvements. Dès les premières mesures de l'Allegretto initial, chaque instrument se voit attribuer des figures de caractères différents, redistribuées ensuite d'un instrument à l'autre, traduisant ainsi l'interdépendance entre les parties que recherche Carter. Le résultat est une page concentrée, élégante, incisive et tendue. Le deuxième mouvement est « un rondo brillant inspiré par le jazz » (David Schiff), vif et plein d'énergie. »

— Paolo Petazi,  programme du concert du 23 mars 1992, Festival Archipel, Genève. 

« La flûte s’exprime dans un style mélodique lyrique, le hautbois marque une pulsation staccato régulière, la clarinette joue des traits rapides et fantasques, le cor des notes tenues, et le basson est dans un style plus irrégulier et staccato. »

— Max Noubel, Elliott Carter ou le temps fertile

## Enregistrements
Il existe de nombreux enregistrements de la pièce.